# Jackarbysläkten
Jackarbysläkten är det samlande namnet för två grenar av samma svenska adelssläkt i nuvarande Finland, Piil och Boga, vilka använde samma vapensköld. Utdöda omkring 1619.
Jackarbysläkten är knuten till orten Jackarby utanför Borgå i Finland och möjligen föregångaren till senare tiders Jackarby gård. 
Stamfadern Joen Olofsson kallas i någon handling för "Smålänning", men uppges i en annan vara son till en finsk bonde med namnet Lars. Han var gift med Agneta Torstensdotter (Ram, ätten adlad 1525) vilken dog 1580. Agneta Torstensdotter anklagades för trolldom och giftmord 1552, men frikändes 1553 då "trollkonan hon till detta brott skulle användt, kort före sin afrättning frisagdt henne från all delaktighet". Genom Agneta Torstensdotter kom frälsegården Jackarby i Borgå socken i släktens ägo, samt ytterligare gårdar i Virmo socken.
Deras söner adlades formellt 1584 respektive 1594 och använde samma vapensköld med tre pilar och två spända bågar, men de och deras ättlingar kom att kalla sig Boga (uttalas Båga) respektive Piil. Deras sköld finns uppsatt i Borgå domkyrka.

## Grenen Boga
- Johan Joensson (Boga) till Sukkis i Nousis socken ägde dessutom tre frälsegårdar i Jackarby. Han deltog i krig mot Ryssland och adlades 9 maj 1584. Johan Joensson blev ihjälslagen i Letala prästgård 1589, ett dråp som kyrkoherden Henrik i Letala jämte hans hustru och dräng samt länsmannen Olof Balk blev ställda till rätta för och därefter fängslades för i Åbo slott. Han var gift med Hebla Johansdotter (Stålarm).

- - Sonen Erik Johansson Boga var befallningsman över Torneå och Kemi lappmarker 1607. Det intygas av översten Axel Stålarm att han fick ett svenskt adelsbrev i Åbo och ett tyskt i Narva. Han dog ogift och barnlös, sannolikt i Narva 1619.

- - Dottern Anna Johansdotter Boga var gift 1602 med ryttaren Joen Planting. Den senare adlades 1637 och antog hustruns vapensköld och namnet Planting-Gyllenbåga.

- - Dottern Cecilia Johansdotter Boga ärvde Sukkis säteri i Nousis socken efter sin bror. Hon var gift med Olof Gustafsson (Stiernkors, n:r 39), till Sjusholm i Tövsala socken, som dog 27 november 1622. Man vet att hon levde ännu 1625, då hon gav en gåva till Tövsala kyrka.[3]

## Grenen Piil
- Salomon Joensson Piil kom att ärva Jackarby efter sin morbror Lars Torstensson Ram. Därutöver ägde han genom sitt första gifte Askais i Lemo socken. Han fick adelsbrev av kung Sigismund 12 juli 1594. Han var med och undertecknade finska adelns trohetsförsäkran till hertig Karl 1602. 1604-1606 var han befallningsman i Borgå län, och slottslov på Viborgs slott 1610. Där benämns han underståthållare 1614. Han fick skattefrihet på Jackarby säteri men blev i gengäld tvungen att avstå i vederlag godset Askais till sina brorsbarn 1614. Samma år fick han även skattefrihet på Ånäs säteri i Borgå. Han dog på Viborgs slott 1615. Salomon Jonsson var gift två gånger, först med Brita Månsdotter (Ållongren i Finland) och därefter med Anna Mattsdotter Björnram (släkten Björnram). Den senare var änka efter Erland Forbes, och därför kom Jackarby att ärvas i släkten Forbes.

- - Utöver en son som dog ung känner man till en dotter efter Salomon Jonsson Piil. Elin Salomonsdotter (Piil) till Seitlaks var gift 1630 med översten Edvard Johnstone, som dog 1649. De skildes 1642 på grund av hennes sjuklighet, och hennes egendomar kom att ärvas inom släkten Grönfelt.[3]